# Schacht (Einheit)
Die Schacht war ein Volumenmaß in der Herrschaft Jever. Das Maß war für Erde (Bodenaushub oder Puttwerk) bestimmt und war beim Deichbau wichtig. Für den Pu(ü)ttmeister war das Maß Grundlage für die Entlohnung. Schacht und Pütt unterschieden sich nur im Fußmaß der Tiefe, wobei Letzteres 4 Fuß maß.
- 1 Schacht = 20 Fuß mal 20 Fuß mal 1 Fuß
- 4 Schacht = 1 Pütt = 1600 Kubikfuß (= 0,024 Kubikmeter) = 38,4 Kubikmeter